# إيبالوس
في الميثولوجيا الإغريقية، إيبالوس (باليونانية القديمة: Οἴβαλος) هو ملك أسبرطة وابن سينورتاس وهو الزوج الثاني للأميرة جورجوفون وبالتالي فهو صهر البطل بيرسيوس. وأنجب معها كلاً من تينداروس وايكاريوس وهيبوكون (أو ووفقاً لأبولودوروس أنجبهم مع ناياد باتيا)، بالإضافة إلى ابنته آرين التي تزوجت آخاه غير الشقيق أفاريوس.
عادةً ما يخلط بين إيبالوس والزوج الأول للأميرة جورجوفون بيريريس ابن أيليوس. إيبالوس مختلف عن بيريريس، فعادة ما يردا على أنهما ليسا على قربة على الرغم من أنه وفي أحيان أخرى يرد أن إيبالوس هو ابن بيريريس.